# Lancer
Lancer je švédská powermetalová kapela založená v roce 2009 ve švédském městě Arvika. Na hudební scéně debutovali v roce 2010 demo albem Reaching Higher a v roce 2013 vydali své první plnohodnotné album, eponymní desku Lancer.

## Historie

### Začátky a první dvě alba (2009–2015)
Členové kapely se dali dohromady na hudební akademii v Arvice. Po nahrání dema Reaching Higher následoval extended play Purple Sky, díky kterému si kapely všimlo švédské hudební vydavatelství Doolittle Group. Pod hlavičkou tohoto vydavatelství kapela vydala svůj debut, album Lancer. Producentem toho alba se stal Ronny Milianowicz a Tommy Johansson, tehdy kytarista ReinXeed.. Album bylo oceněno sedmi body z deseti v hodnocení časopisu Sweden Rock Magazine.
Po vydání debutu Lancer podepsali smlouvu s Despotz Records a v dubnu 2015 vydali druhé album jménem Second Storm. Po vydání tohoto alba se vydali na turné s německou kapelou Freedom Call.

### Mastery(od 2016)
V květnu 2016 začala kapela nahrávat své třetí studiové album Mastery. Na tuto informaci reagovalo vydavatelství Nuclear Blast a v září 2016 s kapelou podepsalo smlouvu. Lancer při této příležitosti oznámili, že album vyjde 13. ledna 2017. Na desce se jako producent podílel Gustav Ydenius a o mastering se postaral Michael Rodenberg. 21. října vyšel první singl, píseň jménem „Iscariot“.
V lednu začalo pro Lancer další turné, a to turné se skupinou HammerFall a Gloryhammer, během kterého objeli několik evropských zemí. Představili se i v Česku, kde odehráli vystoupení ve zlínské hale Euronics.

## Sestava
- Isak Stenvall – zpěv
- Ewo Solvelius – kytara
- Fredrik Kelemen – kytara
- Emil Öberg – basová kytara
- Sebastian Pedernera – bicí

### Dřívější členové
- Björn Svensson – bicí (2009–2012)

## Diskografie
- Lancer (2013)
- Second Storm (2015)
- Mastery (2017)